# إيبن داير جوردن
إيبن داير جوردن (بالإنجليزية: Eben Dyer Jordan)‏ هو شخصية أعمال أمريكي، ولد في 13 أكتوبر 1822 في أوبورن في الولايات المتحدة، وتوفي في 15 نوفمبر 1895 في بوسطن في الولايات المتحدة.